# الدوري اللبناني الممتاز 2020–21
الدوري اللبناني الممتاز 2020–21 هو الموسم الواحد والستين من الدوري اللبناني الممتاز، أعلى بطولة دوري كرة قدم للأندية في لبنان، ويديرها الاتحاد اللبناني لكرة القدم منذ انطلاقها سنة 1934.
بعد إلغاء موسم 2019–20، يعدّ نادي العهد هو حامل اللقب، نظرًا لفوزه باللقب موسم 2018–19. كان من المفترض أن يبدأ الدوري في 18 سبتمبر 2020، لكنه تأجل بسبب إجراءات حكومية تجاه وباء كوفيد-19. إنطلق الموسم رسميًا في 3 أكتوبر 2020.